# Акшатауское месторождение
Акшатауское месторождение вольфрамово-молибденовых руд — расположено на территории Шетского района Карагандинской области. По происхождению грейзеновое с молибден-вольфрамовой минерализацией. Более 300 жильных и грейзен-жильных рудных тел, длиной от десятков до сотни метров, мощностью от долей метра до 40 м, Известно 95 рудных минералов, главные из них — кварц, мусковит, топаз, пирит, вольфрамит, молибденит, флюорит; редко встречающиеся — турмалин, калиевый шпат, цеолит, шеелит, касситерит и другие. Встречается также чистый крупный пирит, раухтопаз, кристаллы мориона. Промышленное значение имеют вольфрамит и молибденит.